# TID - Museum for Odense
TID - Museum for Odense er et kulturhistorisk museum i Odense, beliggende i karréen mellem Sortebrødre Stræde, Hans Mules Gade, Claus Bergs Gade og Overgade på Østerbro. Museet har officielt adresse i Møntestræde, som er et lille stræde der løber tværs gennem området.
Museet har i dag en lang række forskellige udstillinger rundt i karrens bygninger. I museets moderne hovedbygning er udstillingen "Fyn - midt i verden", der viser genstande fra Odense og Fyns historie fra oldtiden og i dag. I hovedbygningen findes også billetsalg, museumsbutik, toiletter og særudstillingslokale. I et bygningskompleks fra 1800-tallet overfor museumsbutikken findes børnemuseet. Her er en todelt udstilling, Histotoriet og Børnene Baggård. Begge udstillinger er interaktive legeudstillinger for børnefamilier. I Pernille Lykkes fattigboder langs Møntestræde findes udstillinger om fattigdom med udgangspunkt i fattigbodernes historie. I den røde bindingsværksbygning, der har lagt navn til Møntergården, er en udstilling om Odense i middelalder og renæssance. I gården findes også Nyborgladen, der er indrettet som formidlingssted og sted for midlertidige udstillinger.

## Møntergårdens historie
Museet er opkaldt efter dets hovedbygning fra 1646, der igen er opkaldt efter Møntestræde, hvor der lå et møntværksted omkring 1420. Møntergården er bygget i to stokværk med udskårne rosetter ud mod Overgade og Møntestræde.
Bygningen blev bygget af adelsmanden Falk Gøye, der var gift med Karen Bille. Som så mange andre adelige havde de behov for et vinterhi inde i byen, når livet på de landlige herregårdene blev for kedeligt, og Overgade var et hyppigt brugt tilholdssted. I flere år holdt forskellige adelige familier til i Falk Gøyes gård, og prægede på hver sin måde bygningen. Gøye og Bille slægten dekorerede hovedindgangen med deres våbenskjold, mens man på karnappen kan finde Hahn og Blücher slægtens våbenskjolde.
I midten af 1700-tallet blev gården omdannet til købmandsgård med krambod og lagerrum. 100 år senere, i 1860, blev underetagen i forhuset indrettet til butikker og flere familier flyttede ind i lejligheder ovenover. Det fornemme præg som bygningen havde haft var væk, og bindingsværket blev gemt væk under et tykt lag puds.
Odense Kommune købte i 1930 bygningen for at bevare den. Ved hjælp af træ fra Orlogsværftets bolværk rekonstrueredes underetagen og bygningerne kom til at ligne sig selv i 1646-versionen.
Museumsudvalget havde planer om at lave et asyl for nedrivningstruede bygninger, og skabe et nyt museum omkring Møntestræde for at udnytte den autentiske stemning omkring det smalle stræde. Flere gamle bygninger, som Pernille Lykkes Boder, ville blive inddraget i udvidelsen, der kunne skabe rum for udstilling af både arkæologi og nyere tid.
Den første fase var at flytte Folkemuseet i Nørregade, beliggende i Eiler Rønnows Gård fra 1500-tallet, til Møntestræde. I 1941 slog Møntergården dørene op som museum for første gang, men planerne om et storstilet asyl blev ikke til meget, da mange af de bygninger som skulle lade livet for Thomas B. Thriges Gade ikke dømt bevaringsværdige nok. Et par bygninger kom dog til komplekset, deriblandt Østerbyes Gård fra Vestergade.
Man vendte flere gange i løbet af 1900-tallet tilbage til tanken om at lave et kulturhistorisk hovedmuseum ved Møntestræde og Møntergården – men det blev længe bare ved tanken.

## Udbygning 2010-2013
Fra 2010 til 2013 gennemføres en større udbygning af museet, efter en donation på 45 millioner kroner fra A.P. Møller og Hustru Chastine Mc-Kinney Møllers Fond til almene Formaal og en bevilling på 30 millioner kroner fra Odense Kommune.
Den nye bygning placeres langs Hans Mules Gade (over for Politigården) med front mod Sortebrødrestræde, på en grund der i nyere tid har været anvendt som parkeringsplads. Fra 19. april til efteråret 2010 er der blevet foretaget arkæologiske udgravninger på grunden. Under udgravningerne har man blandt andet fundet et brandlag langs Sortebrødrestræde, hvor en række bygninger formodes at være nedbrændt en gang i 1200-tallet.
Den nye bygning er tegnet af Maali og Lalanda og skal stå færdig i 2013. Augustinusfonden har doneret penge til udstillingerne.
| - Møntestræde i Odense |

| - Møntergården i Odense med facadedetaljer - 2010 - Møntergården set fra gården, 2012 |